# Sander Heide
Sander Heide ist ein Ortsteil im Stadtteil Sand von Bergisch Gladbach.

## Geschichte
Der Siedlungsname Sander Heide bezieht sich auf eine frühneuzeitliche Hofstelle mit dem Namen Haide in der Gemarkung Sand, die erstmals 1663 in der Form „ahn der Heyden“ erwähnt wurde. Im Urkataster wird sie südlich von Kaltenbroich mit der Schreibweise Auf der Heyden geführt. Die Bezeichnung Heide nahm auf die Lage des Hofs auf dem bergischen Heidesandstreifen Bezug.
Die Topographia Ducatus Montani des Erich Philipp Ploennies, Blatt Amt Porz, belegt, dass der Wohnplatz 1715 als gemeiner Hof kategorisiert wurde.
Aus Carl Friedrich von Wiebekings Charte des Herzogthums Berg 1789 geht hervor, dass Heide zu dieser Zeit Teil der Honschaft Sand war.
Unter der französischen Verwaltung zwischen 1806 und 1813 wurde das Amt Porz aufgelöst und Heide wurde politisch der Mairie Gladbach im Kanton Bensberg zugeordnet. 1816 wandelten die Preußen die Mairie zur Bürgermeisterei Gladbach im Kreis Mülheim am Rhein. Mit der Rheinischen Städteordnung wurde Gladbach 1856 Stadt, die dann 1863 den Zusatz Bergisch bekam.
Der Ort ist auf der Topographischen Aufnahme der Rheinlande von 1824 ohne Namen und auf der Preußischen Uraufnahme von 1840 als Heide verzeichnet. Ab der Preußischen Neuaufnahme von 1892 ist er auf Messtischblättern regelmäßig ohne Namen und ab 1938 als Sanderheide verzeichnet.
| Jahr | Einwohner | Wohn- gebäude | Kategorie    | Bezeichnung |
| ---- | --------- | ------------- | ------------ | ----------- |
| 1822 | 6         |               | Hofstelle    | Heiden      |
| 1830 | 8         |               | Hofstelle    | Heiden      |
| 1845 | 3         | 1             | Ackergütchen | Heiden      |
| 1871 | 40        | 7             | Ortschaft    | Heide       |
| 1885 | 14        | 2             | Wohnplatz    | Heide       |
| 1895 | 15        | 2             | Wohnplatz    | Sanderheide |
| 1905 | 3         | 1             | Wohnplatz    | Sanderheide |